# Algida
Algida (pronuncia: àlgida) è un marchio italiano specializzato nella produzione di gelati confezionati, facente parte della divisione Heartbrand della multinazionale britannica Unilever.

## Storia

Evoluzione storica del marchio Algida dagli anni '50 ad oggi

Algida fu fondata come gelateria artigianale a Roma nel 1946 da Italo Barbiani, un ex lavoratore della Gelateria Fassi, e dall'imprenditore Alfred Wiesner. Quest'ultimo era un ingegnere austriaco. Era stato internato poiché ebreo nel campo di internamento di Ferramonti di Tarsia e poi nel carcere di Fossombrone. Evaso nell'ottobre del 1943, Wiesner partecipò alla Resistenza e collaborò con le truppe alleate e con la Croce Rossa. Al termine della sua collaborazione, gli alleati regalarono a Wiesner due macchine per produrre gelati. Il 14 settembre 1953 venne depositato presso la camera di commercio di Roma l'atto costitutivo di Algida a firma di Alija Artman, Italo Barbiani, Giorgio Praeger ed Alfred Wiesner. Il capitale sociale era di 40 milioni di lire (20.658,27 euro). Nel 1964, Algida venne rilevata dalla multinazionale anglo-olandese Unilever.
Il primo gelato prodotto dall'azienda fu il Cremino, un gelato alla panna ricoperto da cacao e sorretto da un bastoncino di legno. Nel 1976 venne lanciato su scala mondiale il Cornetto, grazie al precedente acquisto, da parte di Unilever, del relativo brevetto in mano alla fabbrica artigianale di gelati Spica di Napoli. Dopo la chiusura dello stabilimento di Cagliari e la vendita dello stabilimento di Cisterna di Latina nell'omonima provincia, la produzione in Italia è concentrata a Caivano, e la restante produzione è all'estero.
Il 16 gennaio 2014, Algida ha annunciato, sulla pagina Facebook, il ritorno del Winner Taco. Creato negli anni '80 negli Stati Uniti con il nome di Choco Taco e commercializzato in Italia nel 1997, era stato ritirato dal mercato nei primi anni duemila per far spazio a nuove versioni del Magnum. 
Nel 2018 Algida risultava essere la marca leader in Italia per quote di mercato del settore gelati, davanti a Sammontana (20% del mercato) e Gelati Motta (18%).
A marzo 2024, viene annunciato lo scorporo della business unit relativa ai gelati (Heartbrand, Ben & Jerry's...) da Unilever, la quale diverrà distaccata dalla multinazionale britannica e contestualmente viene annunciato il licenziamento di 7500 dipendenti.

## Nome
La denominazione Algida prende il nome dall'aggettivo latino algidus, -a, -um, ossia «freddo, gelido».

## Globalizzazione del marchio
Il marchio Algida ha subito frequenti trasformazioni nel corso della sua storia. La più importante è del 1998 quando Unilever ha adottato un marchio globalizzato, chiamato Heartbrand, in tutte le nazioni in cui la multinazionale è presente con un proprio marchio nel mercato dei gelati confezionati. La presenza di un marchio univoco permette un'identificazione mondiale dell'azienda, indipendentemente dal nome locale (Frigo, Miko, Eskimo, Wall's, ecc.). La tendenza, comune a molti marchi globalizzati, è di eliminare le differenze locali; spesso infatti le confezioni dei gelati riportano solo il marchio senza il logotipo.
Il marchio Heartbrand, introdotto nella primavera del 1998 e successivamente modificato leggermente nella primavera del 2003, rappresenta un cuore stilizzato bianco in campitura rossa.
Il nome Algida è usato in molti paesi dell'Europa orientale.

## Pubblicità

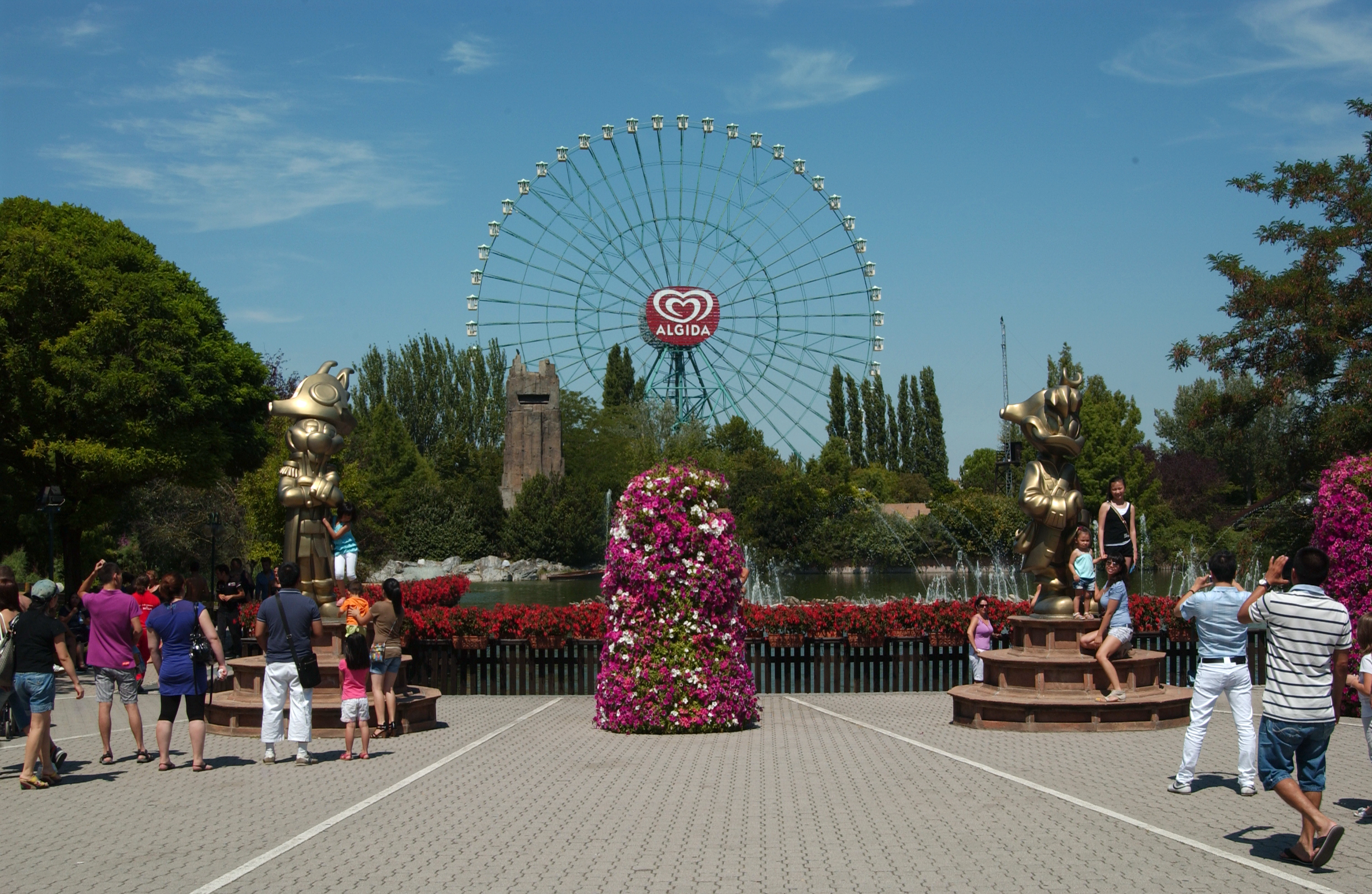
Ruota panoramica Eurowheel a Mirabilandia

A partire dal 2011 il marchio luminoso dell'azienda si trova al centro della ruota panoramica Eurowheel del parco divertimenti Mirabilandia di Ravenna.